# Szlovénia az 1996. évi nyári olimpiai játékokon
Szlovénia az egyesült államokbeli Atlantában megrendezett 1996. évi nyári olimpiai játékok egyik részt vevő nemzete volt. Az országot az olimpián 8 sportágban 37 sportoló képviselte, akik összesen 2 érmet szereztek.

## Érmesek
| Érem  | Versenyző       | Sportág    | Versenyszám               |
| ----- | --------------- | ---------- | ------------------------- |
| Ezüst | Brigita Bukovec | Atlétika   | Női 100 m gát             |
| Ezüst | Andraž Vehovar  | Kajak-kenu | Férfi szlalom kajak egyes |

## Atlétika
Férfi
| Versenyző    | Versenyszám | Előfutam | Előfutam | Előfutam | Elődöntő | Elődöntő | Elődöntő | Döntő   | Döntő    |
| Versenyző    | Versenyszám | Idő      | Hely.    | Össz.    | Idő      | Hely.    | Össz.    | Idő     | Helyezés |
| ------------ | ----------- | -------- | -------- | -------- | -------- | -------- | -------- | ------- | -------- |
| Miro Kocuvan | 400 m gát   | 49,66    | 5.       | 25.      | kiesett  | kiesett  | kiesett  | kiesett | kiesett  |

| Versenyző     | Versenyszám   | Selejtező | Selejtező | Döntő    | Döntő    |
| Versenyző     | Versenyszám   | Eredmény  | Helyezés  | Eredmény | Helyezés |
| ------------- | ------------- | --------- | --------- | -------- | -------- |
| Gregor Cankar | Távolugrás    | 800 cm    | 12.*      | 811 cm   | 6.       |
| Igor Primc    | Diszkoszvetés | 59,12 m   | 24.       | kiesett  | kiesett  |

Női
| Versenyző       | Versenyszám | Előfutam | Előfutam | Előfutam | Negyeddöntő | Negyeddöntő | Negyeddöntő | Elődöntő | Elődöntő | Elődöntő | Döntő   | Döntő    |
| Versenyző       | Versenyszám | Idő      | Hely.    | Össz.    | Idő         | Hely.       | Össz.       | Idő      | Hely.    | Össz.    | Idő     | Helyezés |
| --------------- | ----------- | -------- | -------- | -------- | ----------- | ----------- | ----------- | -------- | -------- | -------- | ------- | -------- |
| Jerneja Perc    | 100 m       | 11,63    | 6.       | 37.      | kiesett     | kiesett     | kiesett     | kiesett  | kiesett  | kiesett  | kiesett | kiesett  |
| Alenka Bikar    | 200 m       | 22,88    | 3.       | 9.       | 22,89       | 4.          | 14.         | 22,82    | 7.       | 13.      | kiesett | kiesett  |
| Helena Javornik | Maraton     |          |          |          |             |             |             |          |          |          | 2:46:58 | 53.      |
| Brigita Bukovec | 100 m gát   | 12,72    | 1.       | 2.       | 12,66       | 1.          | 3.          | 12,63    | 2.       | 5.       | 12,59   |          |

| Versenyző         | Versenyszám   | Selejtező | Selejtező | Döntő    | Döntő    |
| Versenyző         | Versenyszám   | Eredmény  | Helyezés  | Eredmény | Helyezés |
| ----------------- | ------------- | --------- | --------- | -------- | -------- |
| Britta Bilač      | Magasugrás    | 193 cm    | 12.       | 193 cm   | 9.*      |
| Ksenija Predikaka | Távolugrás    | 637 cm    | 21.       | kiesett  | kiesett  |
| Renata Strašek    | Gerelyhajítás | 57,04 m   | 21.       | kiesett  | kiesett  |

* - egy másik versenyzővel azonos eredményt ért el

## Evezés
Férfi
| Versenyző                                             | Versenyszám              | Előfutam | Előfutam | 1. vigaszág | 1. vigaszág | 2. vigaszág | 2. vigaszág | Elődöntő | Elődöntő | Elődöntő | Döntő | Döntő   | Döntő | Helyezés |
| Versenyző                                             | Versenyszám              | Idő      | Hely.    | Idő         | Hely.       | Idő         | Hely.       | Típus    | Idő      | Hely.    | Típus | Idő     | Hely. | Helyezés |
| ----------------------------------------------------- | ------------------------ | -------- | -------- | ----------- | ----------- | ----------- | ----------- | -------- | -------- | -------- | ----- | ------- | ----- | -------- |
| Iztok Čop                                             | Egypárevezős             | 7:32,69  | 2.       | 7:41,83     | 1.          |             |             | A/B      | 7:15,07  | 2.       | A     | 6:51,71 | 4.    | 4.       |
| Erik Tul Luka Špik                                    | Kétpárevezős             | 7:02,48  | 4.       | 7:06,06     | 4.          | 6:56,43     | 3.          |          |          |          | C     | 6:43,55 | 2.    | 14.      |
| Denis Žvegelj Jani Klemenčič Milan Janša Sadik Mujkič | Kormányos nélküli négyes | 6:15,86  | 2.       |             |             |             |             | A/B      | 6:13,14  | 3.       | A     | 6:07,87 | 4.    | 4.       |

## Íjászat
Férfi
| Versenyző                                       | Versenyszám | Selejtező | Selejtező | 64-es főtábla                            | 32-es főtábla                      | Nyolcaddöntő                                                                                | Negyeddöntő                                                                                                  | Elődöntő          | Döntő             | Helyezés |
| Versenyző                                       | Versenyszám | Pont      | Kiemelt   | Ellenfél Eredmény                        | Ellenfél Eredmény                  | Ellenfél Eredmény                                                                           | Ellenfél Eredmény                                                                                            | Ellenfél Eredmény | Ellenfél Eredmény | Helyezés |
| ----------------------------------------------- | ----------- | --------- | --------- | ---------------------------------------- | ---------------------------------- | ------------------------------------------------------------------------------------------- | --- | ----------------- | ----------------- | -------- |
| Samo Medved                                     | Egyéni      | 656       | 28.       | Olekszandr Jacenko (UKR) (37.) · 161–150 | Jari Lipponen (FIN) (5.) · 161–161 | Paul Vermeiren (BEL) (21.) · 159–161                                                        | kiesett | kiesett           | kiesett           | 14.      |
| Peter Koprivnikar                               | Egyéni      | 652       | 31.       | Keith Hanlon (IRL) (34.) · 151–155       | kiesett                            | kiesett                                                                                     | kiesett | kiesett           | kiesett           | 54.      |
| Matevž Krumpeštar                               | Egyéni      | 643       | 50.       | Butch Johnson (USA) (15.) · 140–158      | kiesett                            | kiesett                                                                                     | kiesett | kiesett           | kiesett           | 64.      |
| Peter Koprivnikar Matevž Krumpeštar Samo Medved | Csapat      | 643       | 8.        |                                          |                                    | Oroszország (RUS) · Bair Bagyonov · Andrej Podlazov · Balzsinyima Cirempilov (9.) · 242–241 | Dél-Korea (KOR) · Csang Jongho (Jang Yong-Ho) · Kim Boram (Kim Bo-Ram) · O Gjomun (O Gyo-Mun) (1.) · 249–251 | kiesett           | kiesett           | 5.       |

## Kajak-kenu

### Szlalom
| Versenyző      | Versenyszám       | Döntő    | Döntő    | Döntő    | Döntő    | Döntő         | Döntő         |
| Versenyző      | Versenyszám       | 1. futam | 1. futam | 2. futam | 2. futam | Jobb eredmény | Jobb eredmény |
| Versenyző      | Versenyszám       | Pont     | Hely.    | Pont     | Hely.    | Pont          | Helyezés      |
| -------------- | ----------------- | -------- | -------- | -------- | -------- | ------------- | ------------- |
| Andraž Vehovar | Férfi kajak egyes | 145,38   | 4.       | 141,65   | 1.       | 141,65        |               |
| Jernej Abramič | Férfi kajak egyes | 151,59   | 12.      | 145,81   | 5.       | 145,81        | 7.            |
| Fedja Marušić  | Férfi kajak egyes | 155,70   | 16.      | 158,24   | 20.      | 155,70        | 26.           |
| Gregor Terdić  | Férfi kenu egyes  | 187,79   | 22.      | 199,08   | 21.      | 187,79        | 24.           |
| Simon Hočevar  | Férfi kenu egyes  | 252,90   | 26.      | 231,00   | 25.      | 231,00        | 28.           |

## Kerékpározás

### Országúti kerékpározás
Férfi
| Versenyző       | Versenyszám   | Idő                | Helyezés |
| --------------- | ------------- | ------------------ | -------- |
| Robert Pintarič | Mezőnyverseny | 4:56:48 (+2:52)    | 70.      |
| Robert Pintarič | Időfutam      | 1:12:35 (+0:08:30) | 32.      |

## Sportlövészet
Férfi
| Versenyző       | Versenyszám           | Selejtező | Selejtező | Döntő   | Döntő    |
| Versenyző       | Versenyszám           | Pont      | Helyezés  | Pont    | Helyezés |
| --------------- | --------------------- | --------- | --------- | ------- | -------- |
| Rajmond Debevec | Légpuska              | 591       | 4.*       | 692,1   | 6.       |
| Rajmond Debevec | Sportpuska, fekvő     | 596       | 9.        | kiesett | kiesett  |
| Rajmond Debevec | Sportpuska, összetett | 1166      | 9.        | kiesett | kiesett  |

* - négy másik versenyzővel azonos eredményt ért el

## Úszás
Férfi
| Versenyző    | Versenyszám    | Előfutam | Előfutam | Előfutam | Döntő   | Döntő   | Döntő   | Helyezés |
| Versenyző    | Versenyszám    | Idő      | Hely.    | Össz.    | Típus   | Idő     | Hely.   | Helyezés |
| ------------ | -------------- | -------- | -------- | -------- | ------- | ------- | ------- | -------- |
| Jure Bučar   | 200 m gyors    | 1:54,75  | 2.       | 34.      | kiesett | kiesett | kiesett | kiesett  |
| Jure Bučar   | 400 m gyors    | 3:57,36  | 7.       | 20.      | kiesett | kiesett | kiesett | kiesett  |
| Igor Majcen  | 1500 m gyors   | 16:10,81 | 8.       | 28.      | kiesett | kiesett | kiesett | kiesett  |
| Peter Mankoč | 100 m pillangó | 55,59    | 7.       | 36.      | kiesett | kiesett | kiesett | kiesett  |
| Peter Mankoč | 200 m vegyes   | kizárták | kizárták | kizárták | kiesett | kiesett | kiesett | kiesett  |

Női
| Versenyző      | Versenyszám  | Előfutam | Előfutam | Előfutam | Döntő   | Döntő   | Döntő   | Helyezés |
| Versenyző      | Versenyszám  | Idő      | Hely.    | Össz.    | Típus   | Idő     | Hely.   | Helyezés |
| -------------- | ------------ | -------- | -------- | -------- | ------- | ------- | ------- | -------- |
| Metka Sparavec | 50 m gyors   | 26,43    | 5.       | 25.      | kiesett | kiesett | kiesett | kiesett  |
| Metka Sparavec | 100 m gyors  | 57,66    | 4.       | 28.      | kiesett | kiesett | kiesett | kiesett  |
| Alenka Kejžar  | 200 m mell   | 2:33,34  | 1.       | 20.      | kiesett | kiesett | kiesett | kiesett  |
| Alenka Kejžar  | 200 m vegyes | 2:18,39  | 3.       | 19.      | kiesett | kiesett | kiesett | kiesett  |

## Vitorlázás
Férfi
| Versenyző               | Versenyszám    | Futam | Futam | Futam | Futam | Futam | Futam | Futam | Futam | Futam | Futam | Futam | Pontszám | Helyezés |
| Versenyző               | Versenyszám    | 1     | 2     | 3     | 4     | 5     | 6     | 7     | 8     | 9     | 10    | 11    | Pontszám | Helyezés |
| ----------------------- | -------------- | ----- | ----- | ----- | ----- | ----- | ----- | ----- | ----- | ----- | ----- | ----- | -------- | -------- |
| Tomaž Čopi Mitja Margon | 470-es osztály | 14    | 20    | 13    | 11    | 8     | (37)  | 16    | 17    | 7     | (25)  | 10    | 116,0    | 15.      |

Női
| Versenyző              | Versenyszám    | Futam | Futam | Futam | Futam | Futam | Futam | Futam | Futam | Futam | Futam | Futam | Pontszám | Helyezés |
| Versenyző              | Versenyszám    | 1     | 2     | 3     | 4     | 5     | 6     | 7     | 8     | 9     | 10    | 11    | Pontszám | Helyezés |
| ---------------------- | -------------- | ----- | ----- | ----- | ----- | ----- | ----- | ----- | ----- | ----- | ----- | ----- | -------- | -------- |
| Vesna Dekleva          | Europe         | 17    | (21)  | 11    | (21)  | 17    | 21    | 5     | 10    | 6     | 15    | 12    | 114,0    | 18.      |
| Janja Orel Alenka Orel | 470-es osztály | 20    | (21)  | 17    | 14    | 20    | 19    | 13    | (21)  | 7     | 15    | 18    | 143,0    | 19.      |